# Калибан (спутник)
Калибан (англ. Caliban) — второй по величине нерегулярный спутник Урана. Обращается в обратном направлении.
Калибан был открыт 6 сентября 1997 года Глэдменом, Николсоном, Бернсом и Кавеларсом с помощью 200-дюймового телескопа Паломарской обсерватории вместе с Сикораксой и получил временные обозначения S/1997 U 1 и Уран XVI. Назван в честь действующего лица пьесы Уильяма Шекспира «Буря».
Если геометрическое альбедо спутника принять равным 0,04, его средний диаметр должен составлять около 72 километров (данные работы 2005 года; ранее были получены оценки 60, 97 и 74 км). В таком случае это второй по величине нерегулярный спутник Урана после Сикораксы. Элементы орбиты имеют схожие черты с элементами орбиты Стефано. Можно сделать предположение об их общем происхождении. Период обращения вокруг собственной оси 2,7 часа получен из кривой блеска спутника. Калибан имеет слегка красноватый цвет (B-V=0,83±0,06m; V-R=0,52±0,06m, по данным другого исследования — B-V=0,84±0,03m; V-R=0,57±0,03m) и краснее Сикораксы, но менее красный, чем большая часть объектов Пояса Койпера.